# Allorhogas quarentenus
Allorhogas quarentenus (лат.) — вид наездников рода Allorhogas из семейства Braconidae (Doryctinae). Название происходит от слова «карантин», в котором находились авторы исследования из-за пандемии COVID-19.

## Распространение
Южная Америкая: Бразилия (Сан-Паулу, Парайбуна).

## Описание
Длина самок от 3,1 до 3,8 мм (переднее крыло — 3,0 мм), самцов от 2,7 до 3,1 мм. Тело в основном медово-жёлтое; членики жгутика усика от коричневого до тёмно-коричневого, скапус медово-жёлтый, педицель коричневый; глаза серебристо-чёрные; щупики жёлтые. Ноги от жёлтого до медово-жёлтого, лапки темно-коричневые; коготки лапок от тёмно-коричневого до чёрного. Крылья прозрачные, жилки передних и задних крыльев тёмно-коричневые у основания, светло-коричневые на вершине, стигма коричневая. Створки яйцеклада от тёмно-коричневого до чёрного, медово-жёлтые, вершина сильно склеротизирована. Усики 24-27-члениковые. Биология неизвестна (предположительно, фитофаги), но голотип был выведен из плодов растения рода Samanea семейства бобовые (Fabaceae). Вид был впервые описан в 2021 году бразильскими и мексиканским энтомологами. Видовое название происходит от слова карантин, в котором находились авторы исследования из-за пандемии COVID-19. Вид сходен с A. infuscotarsus Marsh, A. brasiliensis Marsh, A. mineiro Zaldívar-Riverón & Martínez, A. spermaphagus Marsh и A. vulgaris Zaldívar-Riverón & Martínez.